# Tartiflette
Pour les articles homonymes, voir Tarte (homonymie).
La tartiflette (dérivé de tartifle ou tartiflâ, pomme de terre en savoyard) est une recette de cuisine à base de gratin de pommes de terre, d'oignons et de lardons, le tout gratiné au reblochon (fromage AOP des pays de Savoie).
D'origine récente (le plat a été inventé dans les années 1980), la recette est devenue l'un des emblèmes de la cuisine française, y compris à l'étranger. La « tartiflette au reblochon ou reblochon de Savoie » obtient un Label rouge le 9 octobre 2014 : pour être certifié Label rouge, l'AOP Reblochon de Savoie doit être le seul fromage du plat et constituer au minimum 20 % de la recette. De plus, le produit doit être gratiné au four traditionnel. 

## Préparation
Pour préparer une tartiflette, les pommes de terre sont cuites directement sans cuisson préalable ou précuites (à l'eau, à la vapeur ou, de préférence, à la poêle) et épluchées. Séparément, on fait revenir des oignons et des lardons. On coupe ensuite des reblochons en deux par la tranche et on les dispose croûte vers le bas ou croûte vers le haut (selon les écoles) sur le dessus du plat. Le plat peut être agrémenté d'un peu de vin blanc sec du vignoble de Savoie (Apremont (AOC), Chignin (AOC), Savoie (AOC)…). Le vin peut servir pour déglacer les oignons, ou autres variantes possibles. Prendre un reblochon bien fait et placer le plat au four jusqu'à ce que le reblochon soit fondu et que sa croûte soit grillée.
La tartiflette peut se déguster avec un vin du vignoble de Savoie (vin blanc, Chignin-bergeron ou d'un vin rouge fruité, par exemple…).

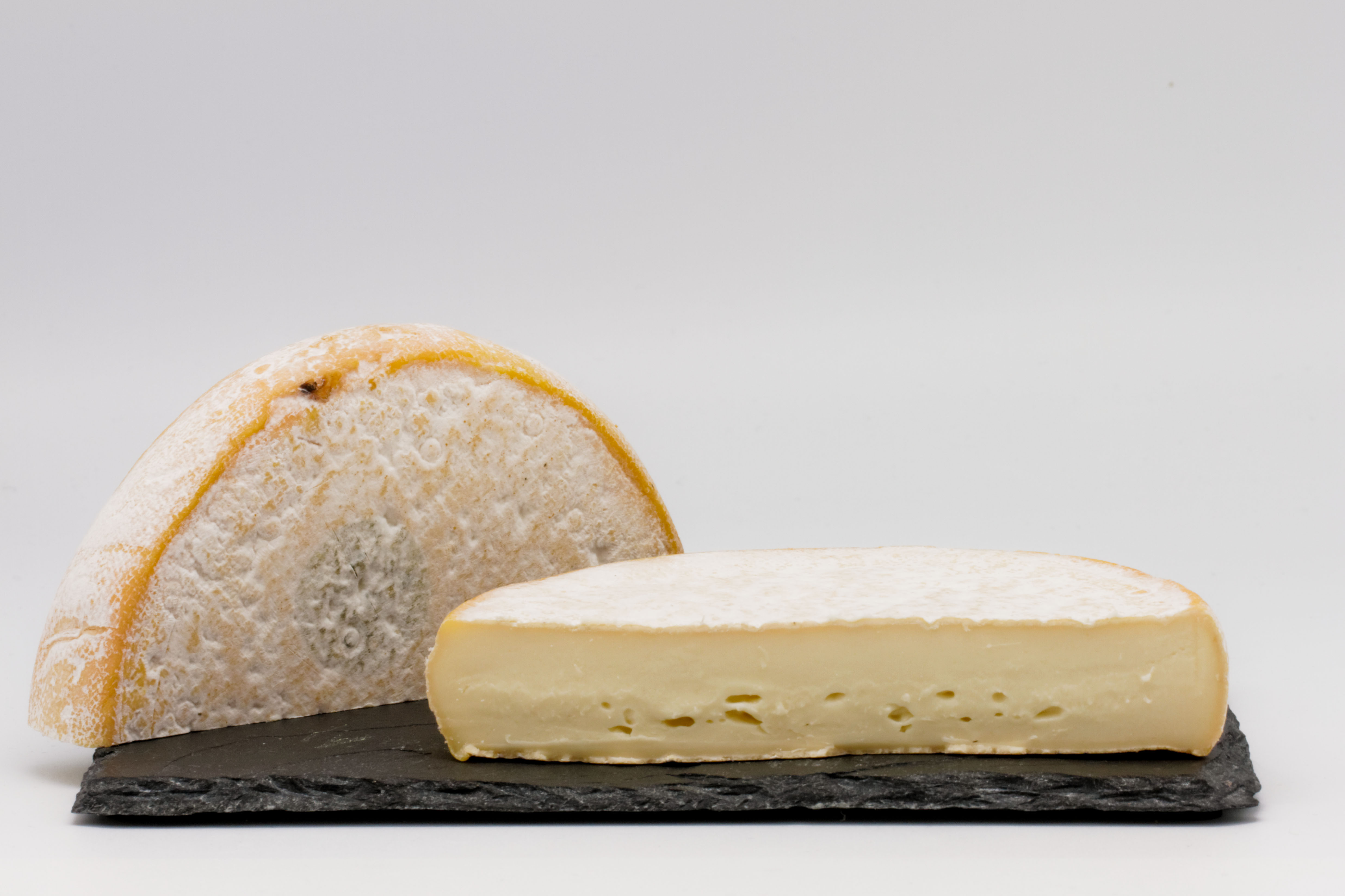
Reblochon fermier.
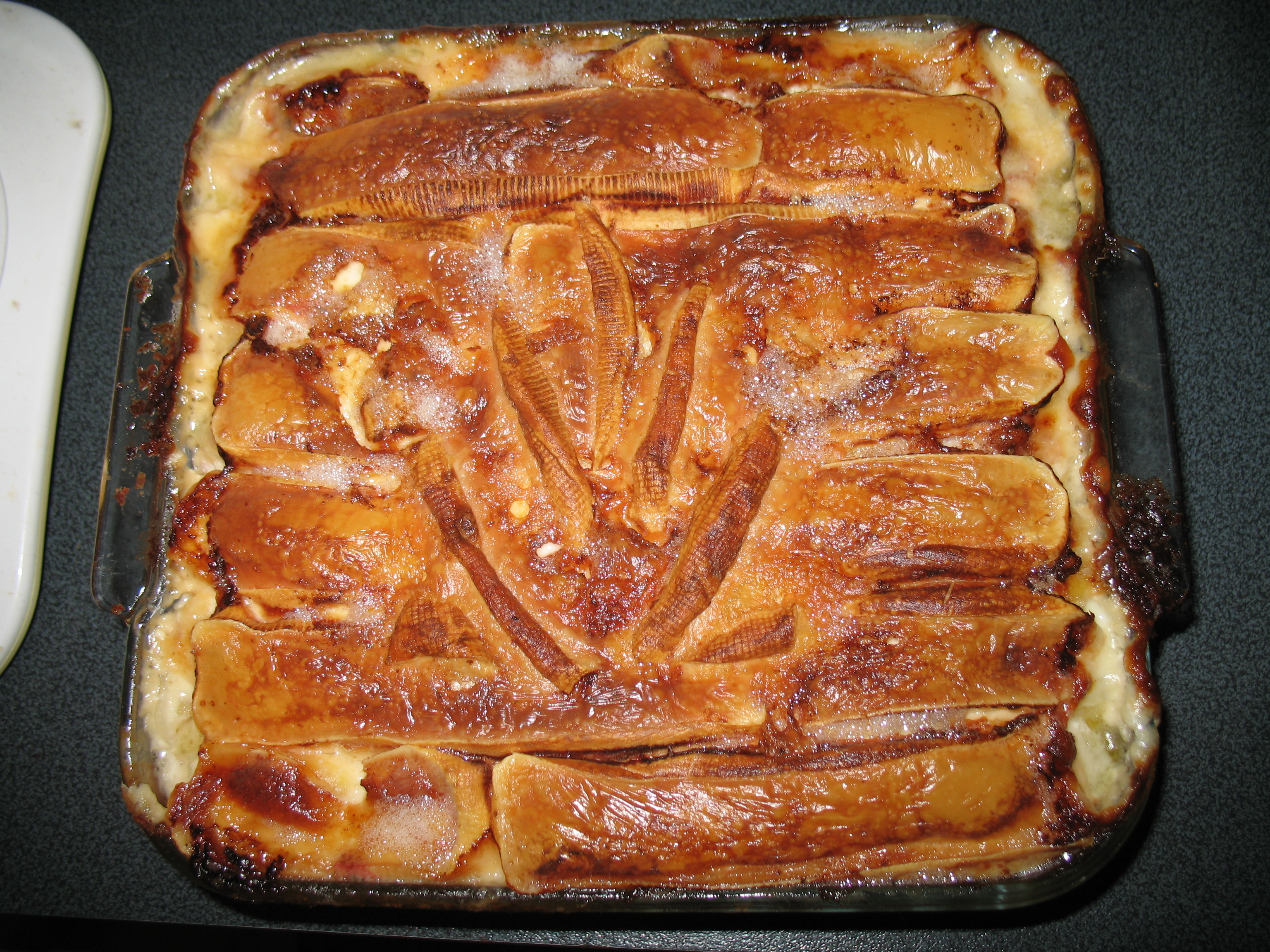
Au four.
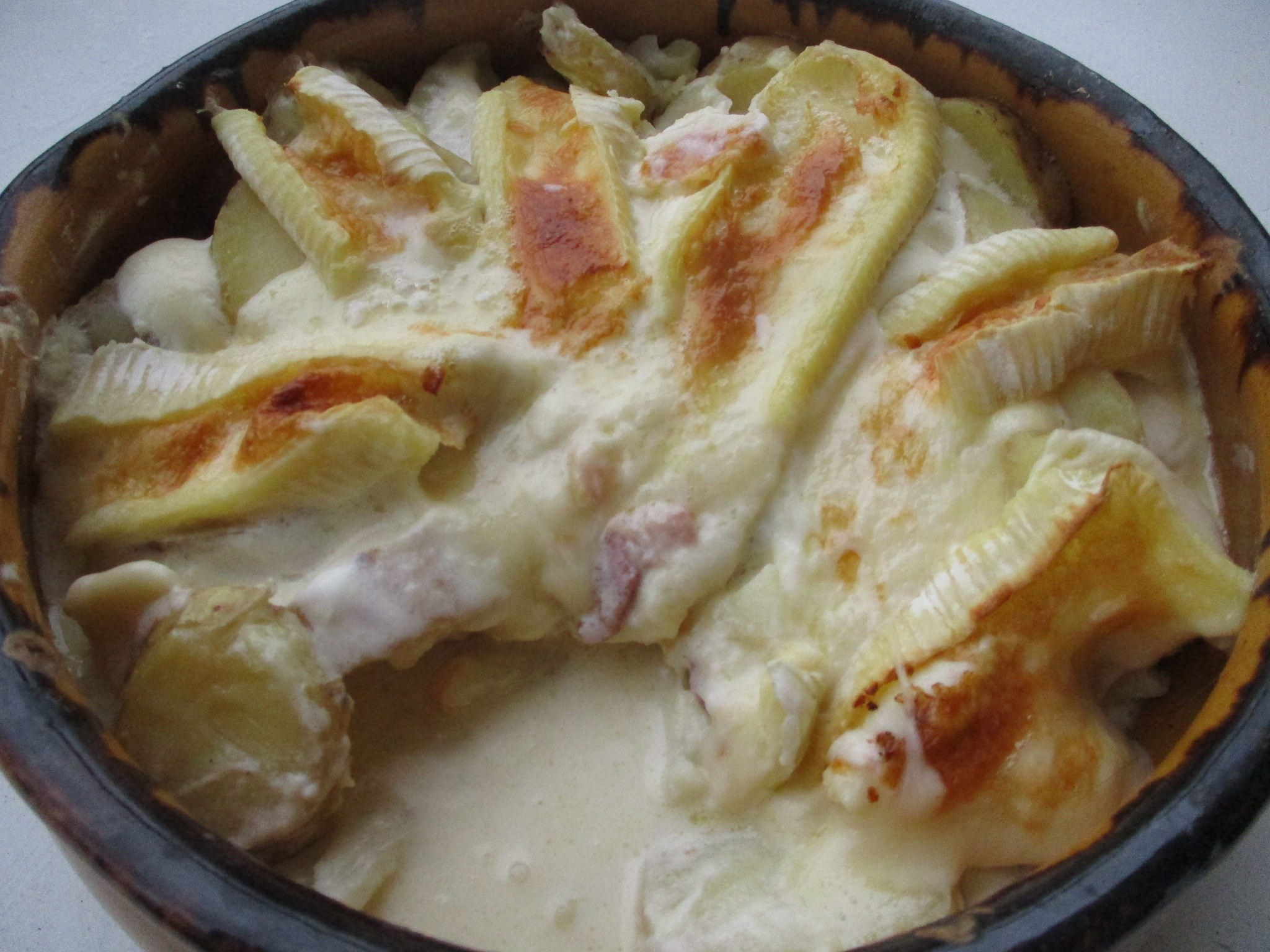
En caquelon.
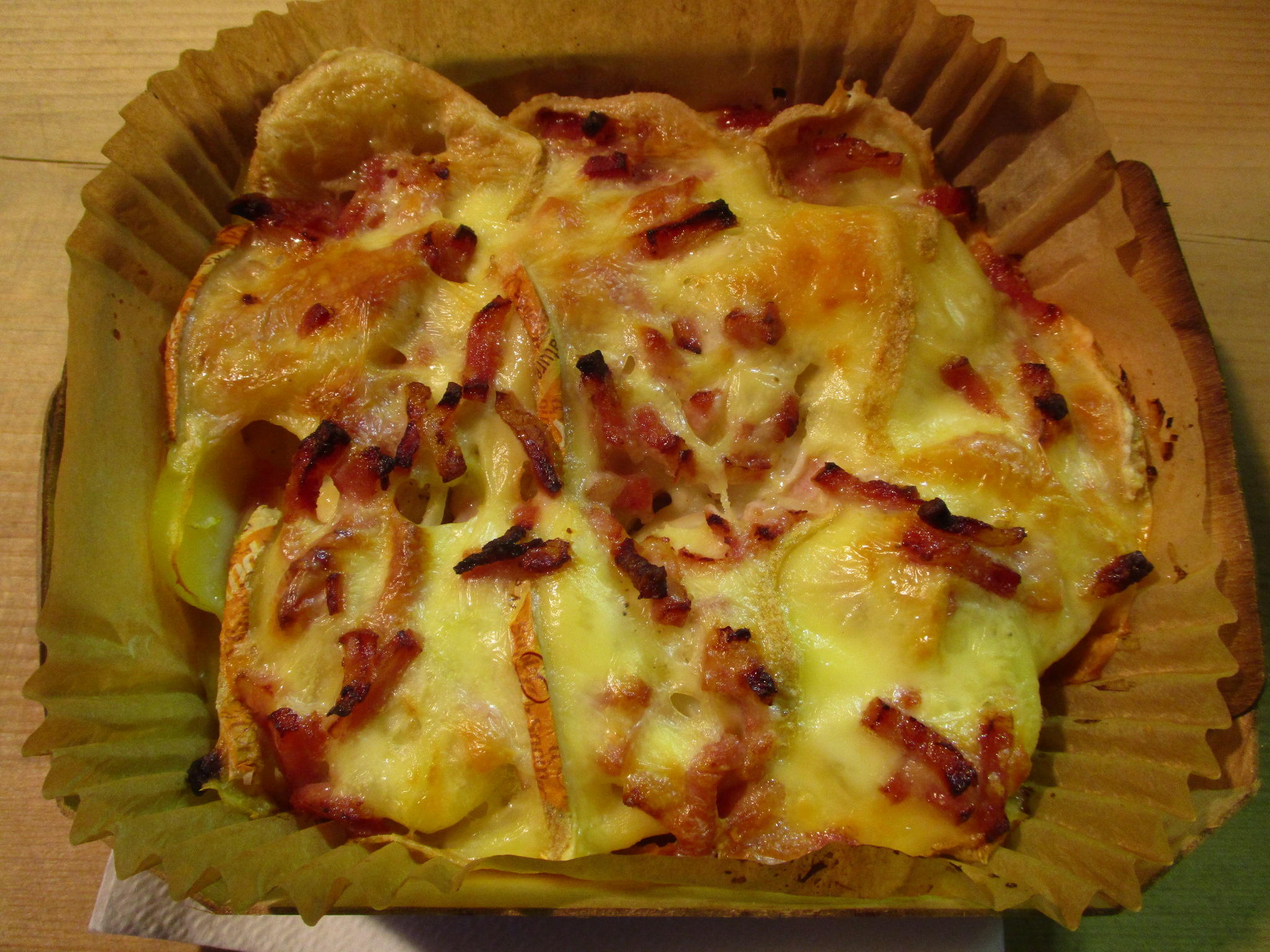
En barquette.
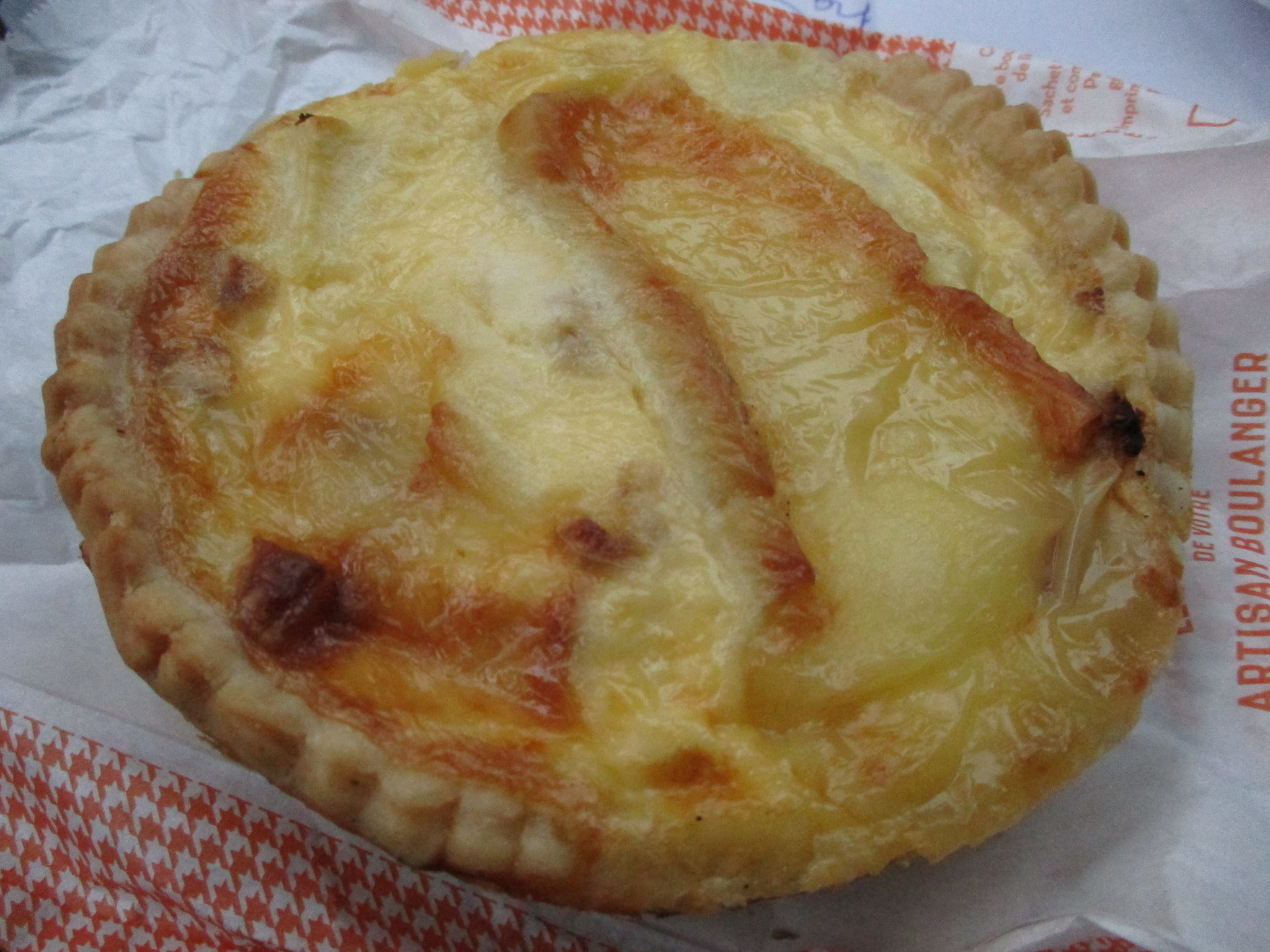
En tartelette.
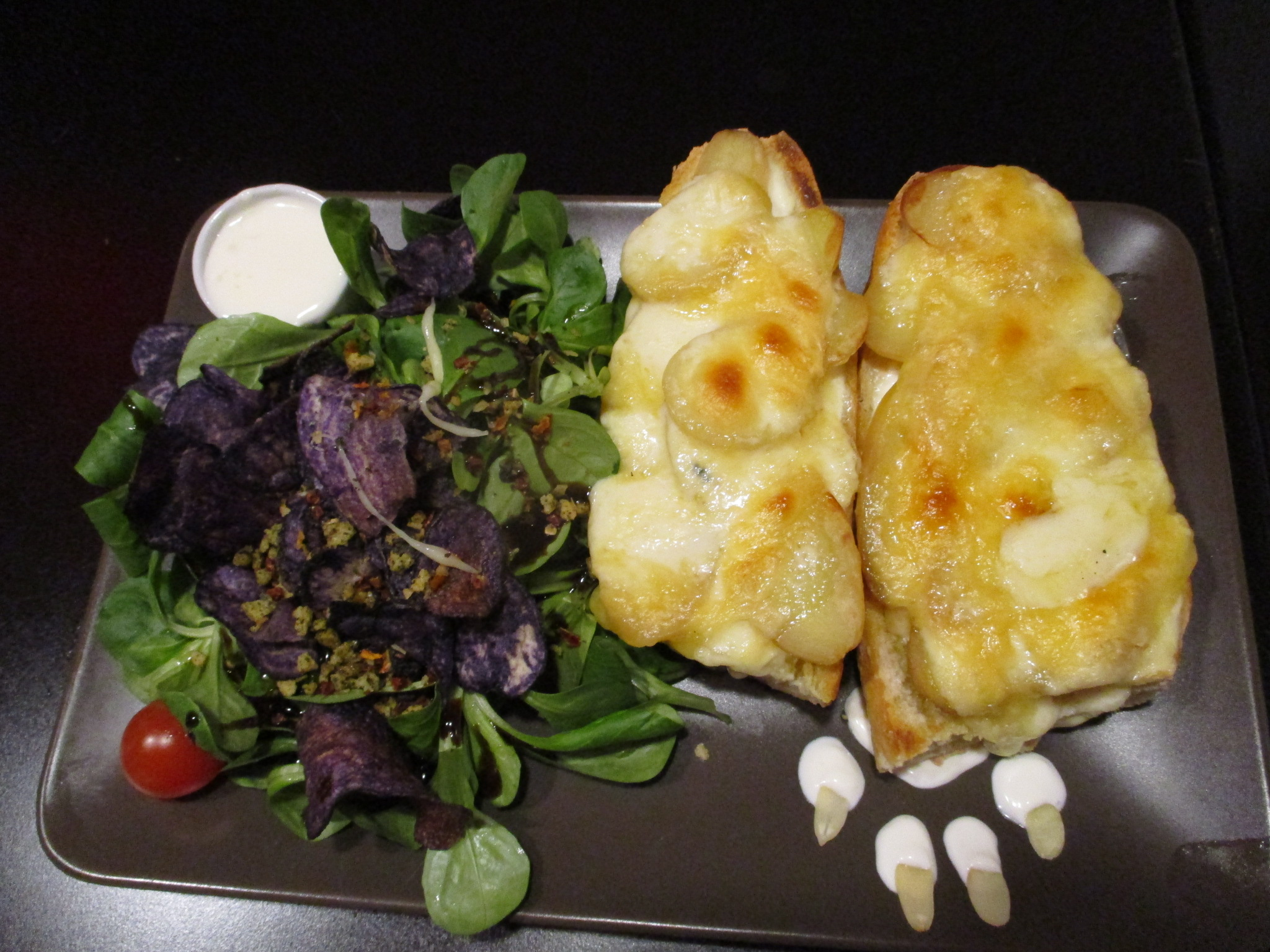
En tartine.
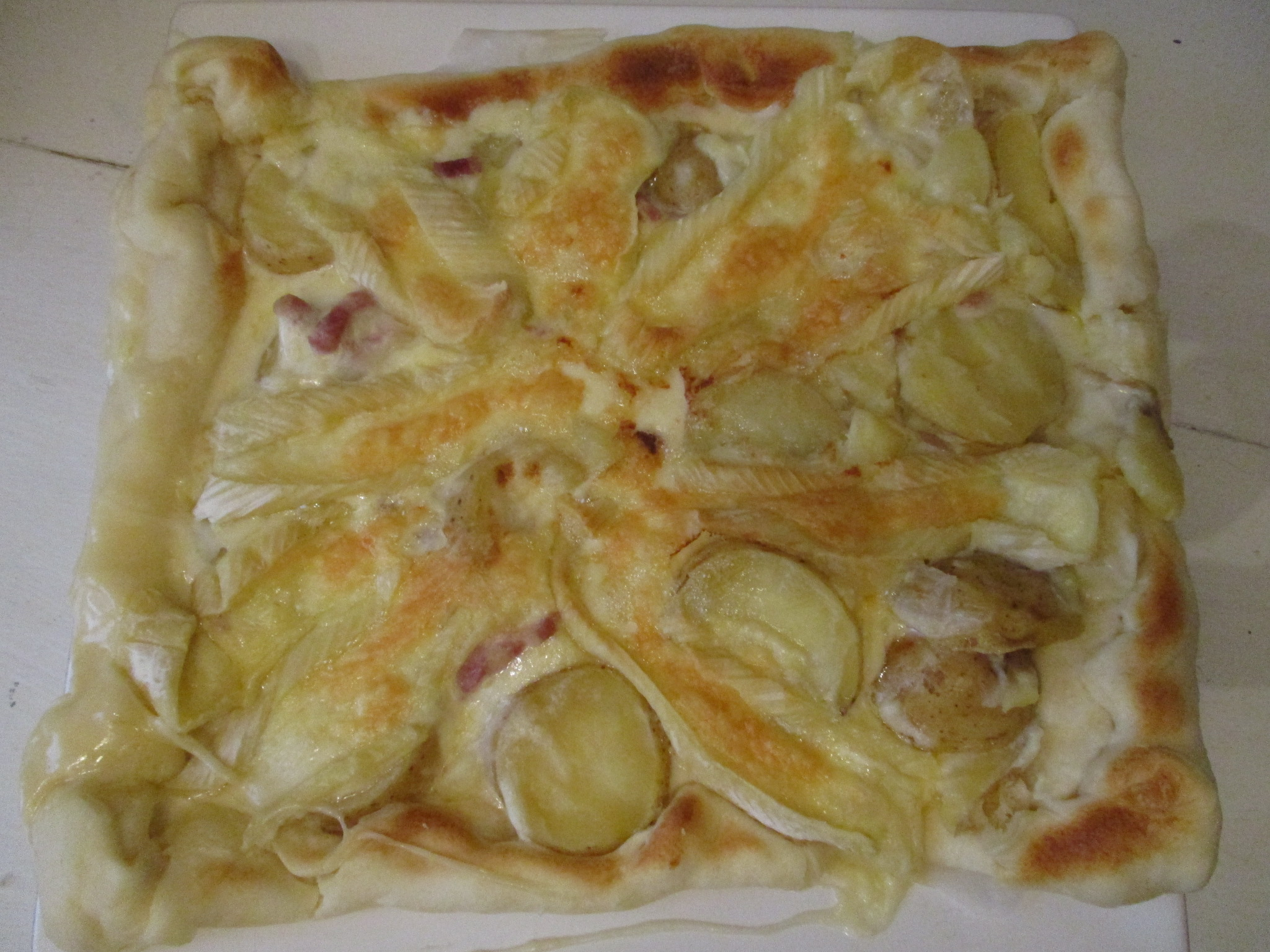
En pizza.

## Histoire

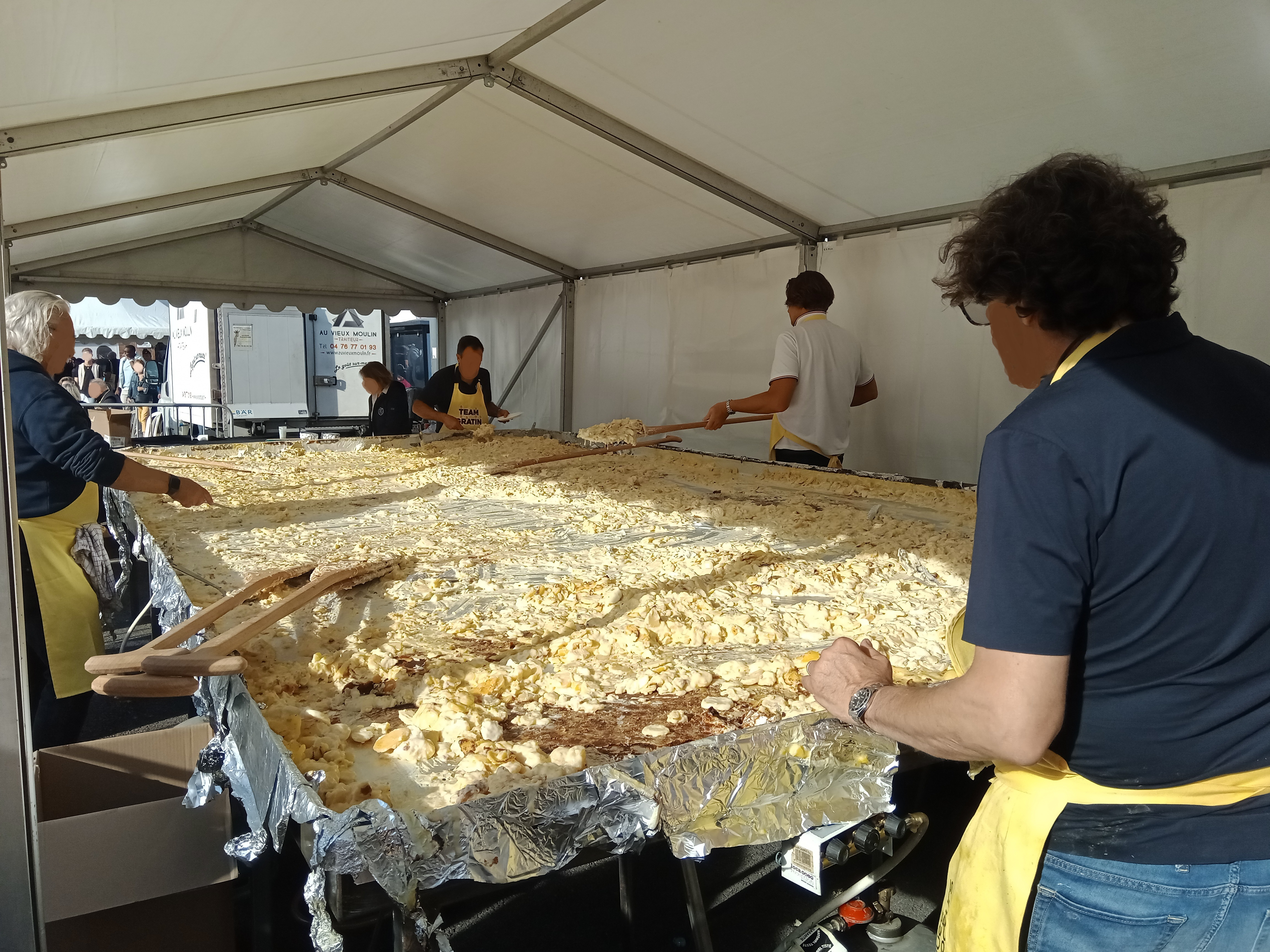
Le record du monde de la plus grande tartiflette le 14 octobre 2023 à Grenoble en France.

Cette recette moderne est inspirée de la péla (plat traditionnel savoyard à base de gratin de pommes de terre, oignons et fromage fait dans une poêle à manche très long appelée péla (pelle) en arpitan. La tartiflette s'en différencie essentiellement par le mode de cuisson et par l'ajout de vin blanc. Le nom « tartiflette », d'invention récente, dérive du nom de la pomme de terre en savoyard, tartifla, terme qu'on trouve aussi en provençal tartifle.
Selon le Dictionnaire amoureux de la gastronomie de Christian Millau, la recette de la tartiflette aurait été inventée dans les années 1980 par le Syndicat interprofessionnel du reblochon pour favoriser les ventes du reblochon. Cette idée est démentie en 2014 par la directrice du même syndicat,. Selon le syndicat interprofessionnel du reblochon, la recette de la tartiflette aurait été mise au point, à la suite d'une nouvelle crise de surproduction, par un « restaurateur de La Clusaz, [qui] pour se démarquer de ses concurrents, rebaptisa la péla, tartiflette ».
Depuis les années 1980, la recette est devenue l'un des emblèmes de la cuisine française, y compris à l'étranger.
Les Savoyards n'ont entendu parler de la tartiflette que lorsqu'elle est arrivée sur les menus des restaurants dans les stations de sports d'hiver, véhiculant une image de convivialité, d'authenticité et de terroir de la montagne.
La tartiflette est également un plat de la cuisine valdôtaine. En Vallée d'Aoste, elle est connue également sous le nom de trifolette (en particulier à Arvier,), en raison des deux mots indiquant la pomme de terre dans le patois francoprovençal valdôtain (trufa, qui désigne la pomme de terre et ouléta qui fait référence à une préparation mijotée ou cuite à l'étouffée), à savoir tartifla et trifolla.
La « tartiflette au reblochon ou reblochon de Savoie » obtient un Label rouge le 9 octobre 2014 : pour être certifié Label rouge, l'AOP Reblochon de Savoie doit être le seul fromage du plat et constituer au minimum 20 % de la recette. De plus, le produit doit être gratiné au four traditionnel.
Le record du monde de la plus grande tartiflette est battu le 14 octobre 2023 à Grenoble : pesant une tonne, elle a nécessité l'utilisation de 850 kilogrammes de pommes de terre, 220 reblochons, 350 litres de crème, 75 kilogrammes de lardons et 50 kilogrammes d'oignons préparés durant 4 h ; le record est homologué par le Livre Guinness des records,.

## Variantes locales
De nombreuses variantes surfent sur la popularité de la tartiflette. Leurs noms sont des mots-valises évoquant la tartiflette.

### Croziflette

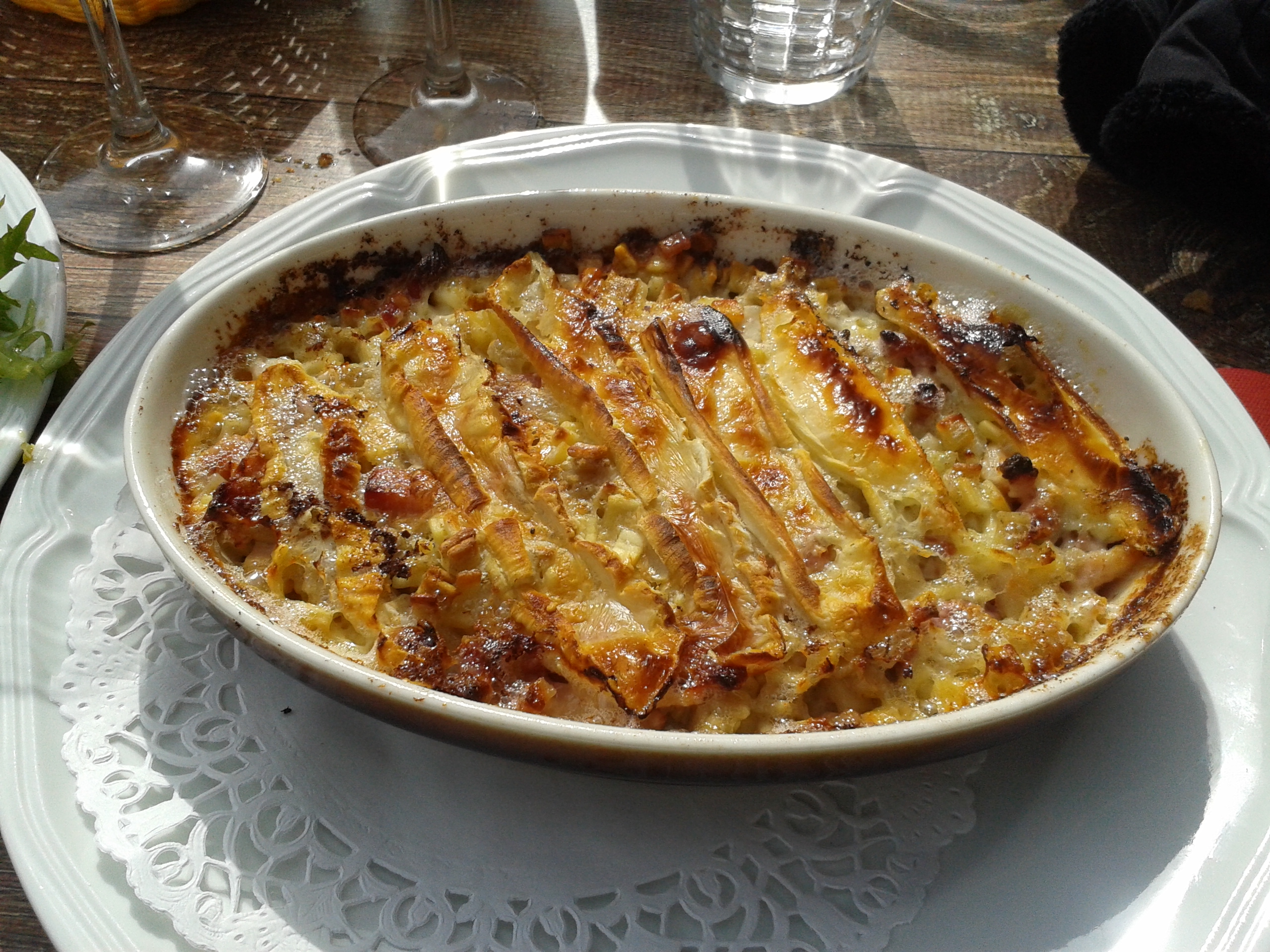
Plat de croziflette.

La croziflette est un plat inspiré du gratin de crozets, originaire de la Savoie en France.
La croziflette reprend les codes d'une tartiflette traditionnelle mais en remplaçant la pomme de terre par des crozets (pâtes savoyardes à base de sarrasin et coupées en petits carrés). Elle se prépare avec du reblochon, parfois des oignons, du jambon cru de Savoie ou des lardons.

### Morbiflette
La morbiflette est une recette de la cuisine franc-comtoise à base de gratin de pomme de terre et de morbier, fromage bénéficiant d'une appellation d'origine protégée (AOP) dans les départements du Doubs, du Jura et de l'Ain.
Le mot « morbiflette » est un mot-valise composé à partir des mots tartiflette et morbier. Ce gratin est cuisiné au four, avec du vin blanc du Jura, des lardons (ou saucisse de Montbéliard ou saucisse de Morteau), des oignons et de la crème fraîche. Il peut se consommer accompagné de salade verte et de charcuterie.

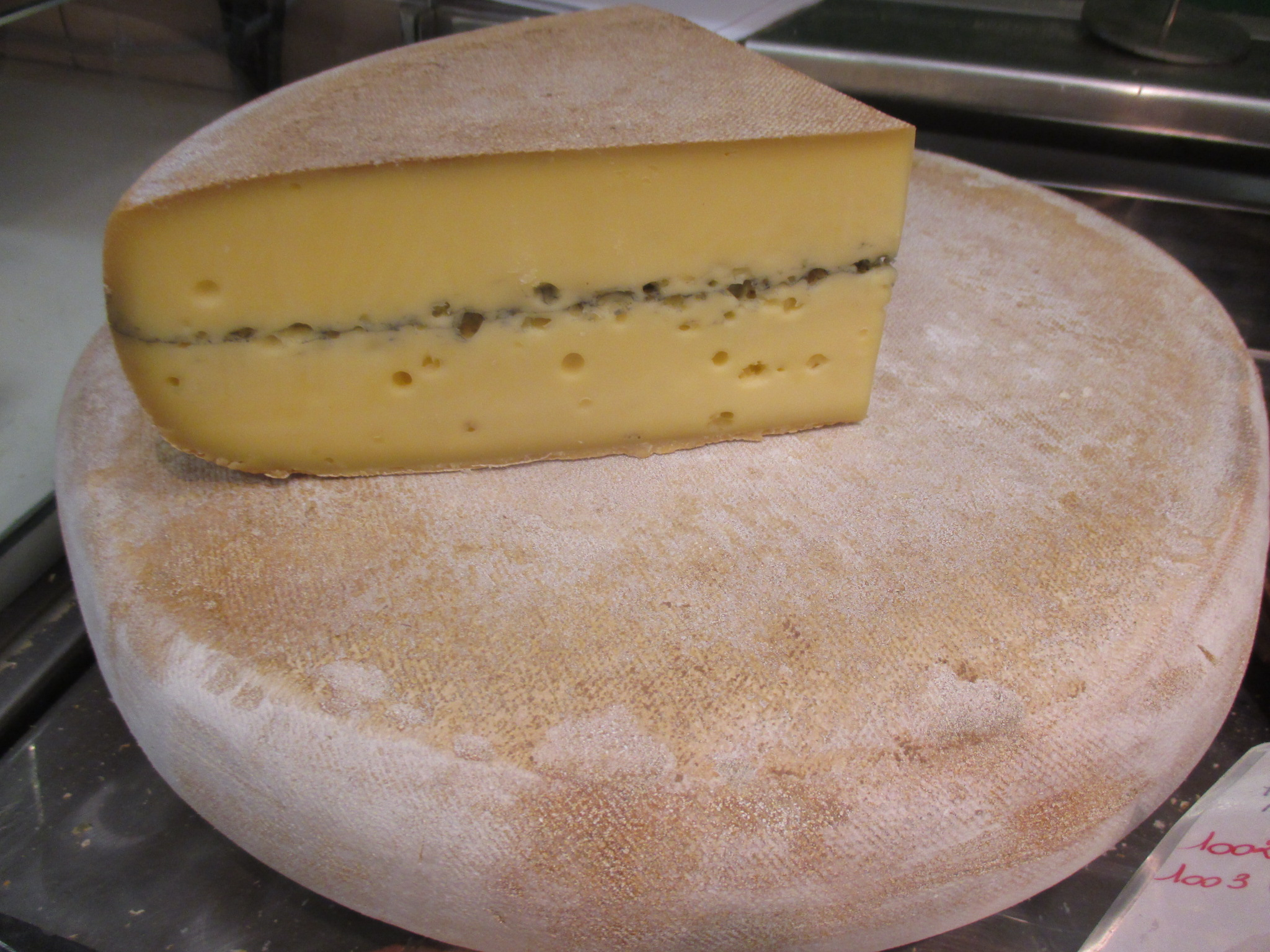
Morbier.
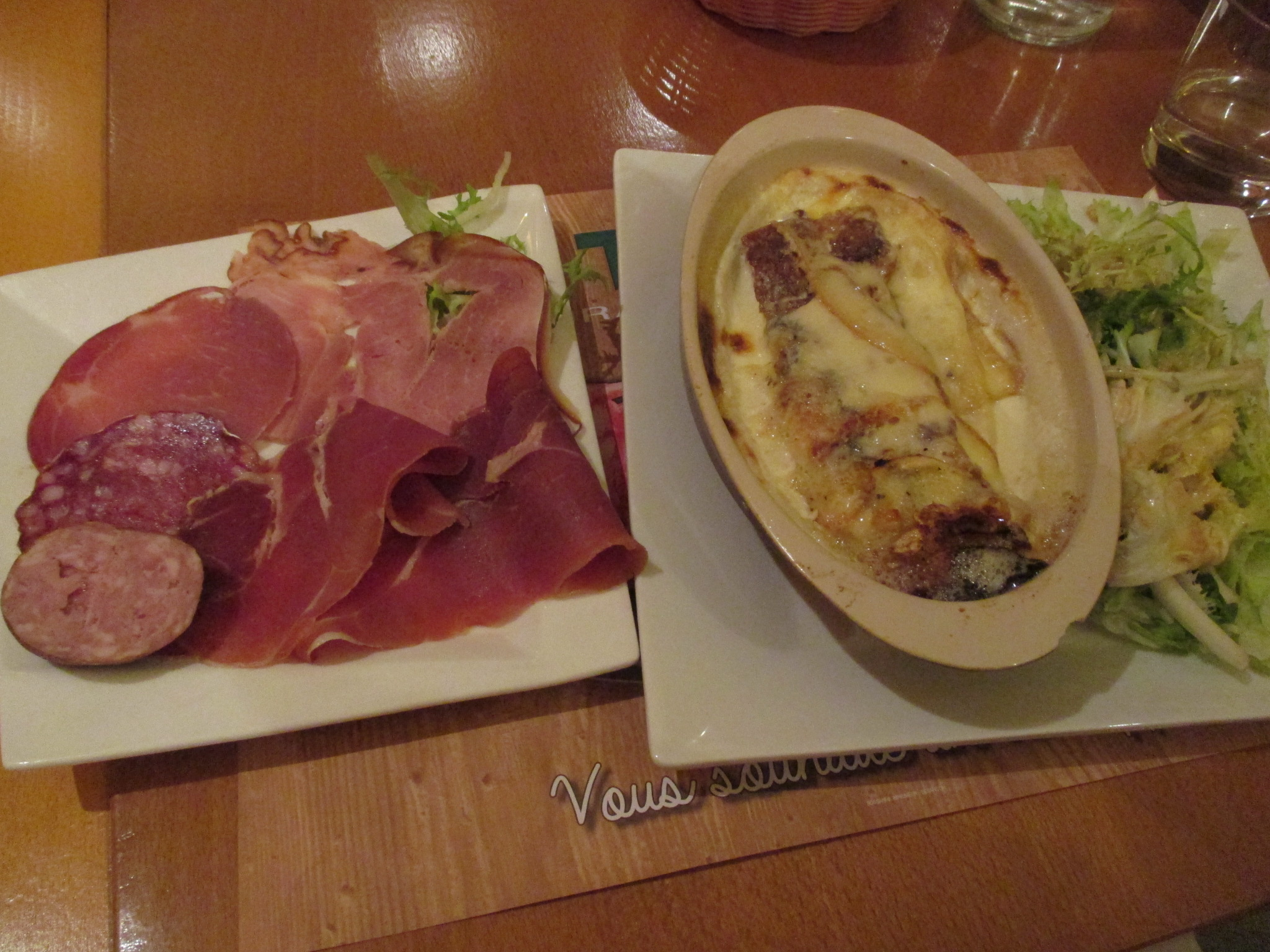
Avec de la charcuterie franc-comtoise.
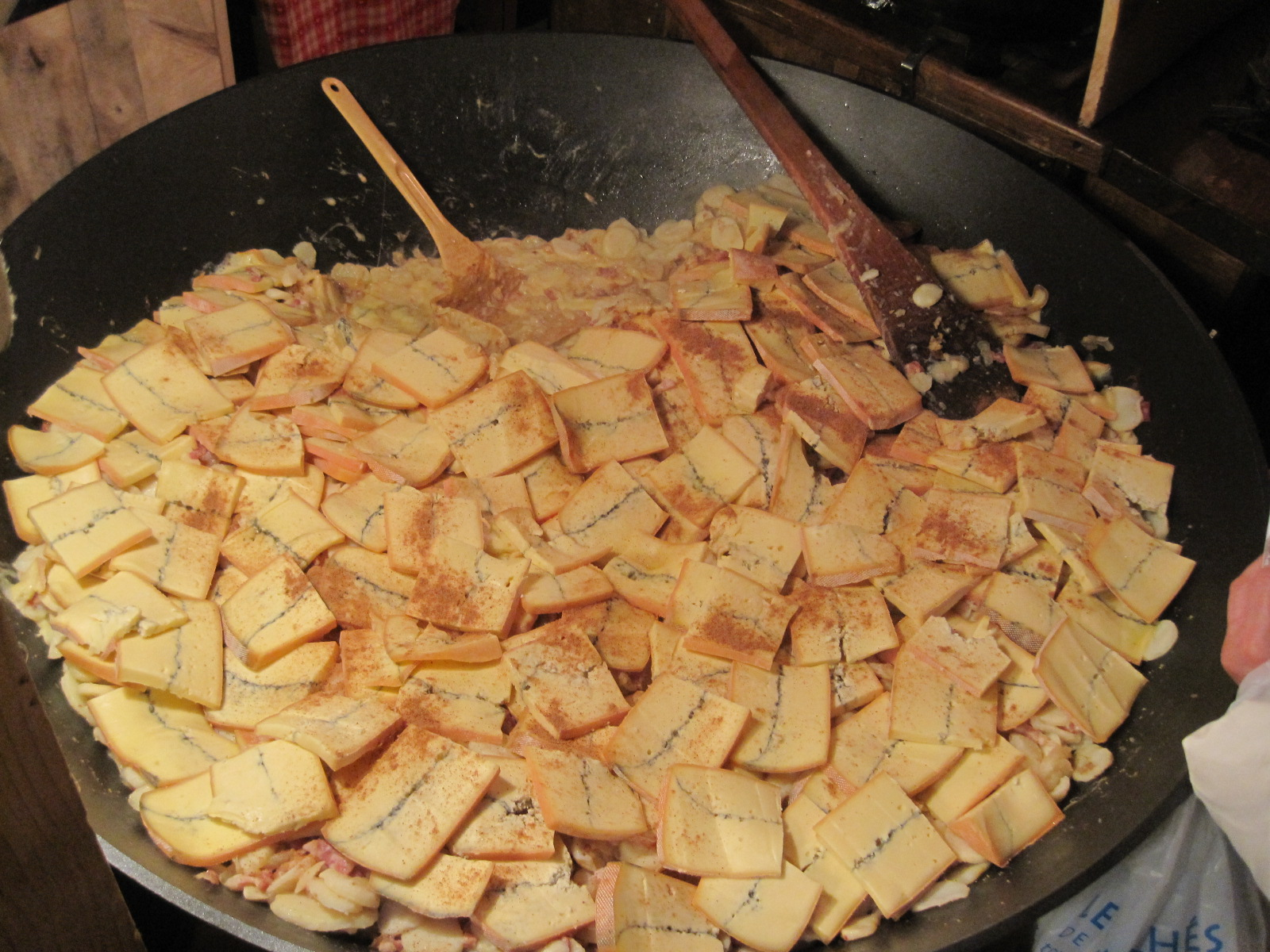
Morbiflette géante de marché de Noël.
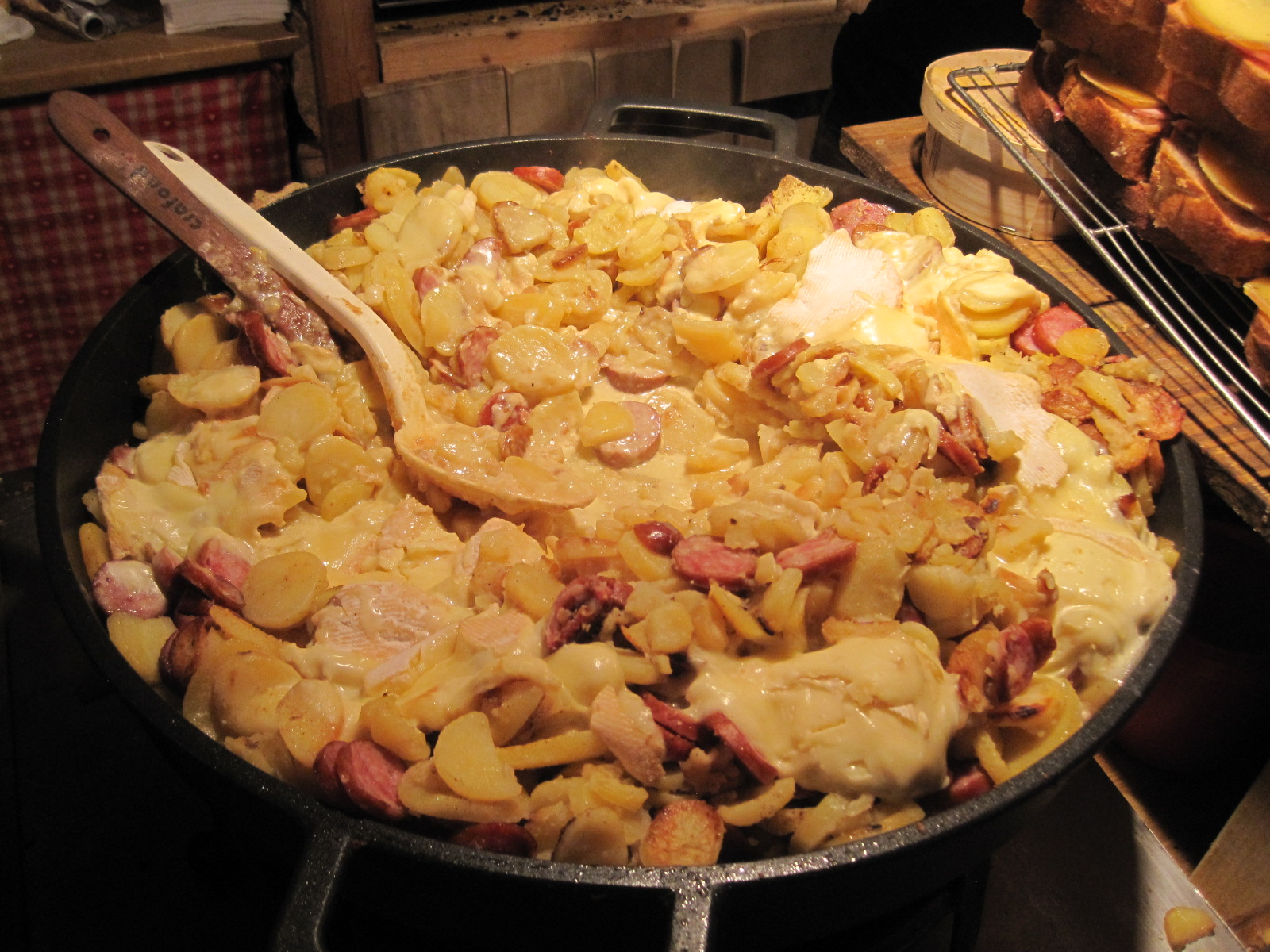
Tartiflette franc-comtoise géante de saucisse de Montbéliard et munster.

### Tartifourme
La tartifourme (appelée aussi fourmiflette), dans le Forez (Massif central), est une variante utilisant la fourme de Montbrison comme fromage, sans nécessité d'utiliser de vin.

### Ch'tiflette
La ch'tiflette de la cuisine ch'ti est une variante de la tartiflette à base de maroilles à la place du reblochon et de bière blonde à la place du vin blanc.

### Tartiflette au fromage de Herve
La « tartiflette au fromage de Herve » est une spécialité culinaire belge de la région de Liège. Selon la tradition et le folklore[réf. nécessaire] on la mange au marché de Noël et aux grandes fêtes du 15 août de la République libre d'Outremeuse. Comme toutes les recettes régionales, il en existe à peu près autant de recettes que de personnes qui la font, chacune y mettant sa petite « touche » personnelle. Les ingrédients sont des pommes de terre, du fromage de Herve affiné au peket ou au vin blanc, des lardons et des oignons.

## Variantes internationales
Les géographes Serge Bourgeat et Catherine Bras ont identifié des variantes de la tartiflette en Grèce, au Japon (au chou-fleur), au Maroc (en version halal), au Pérou, en Russie, au Sénégal et au Vietnam.